# Horst Sindermann

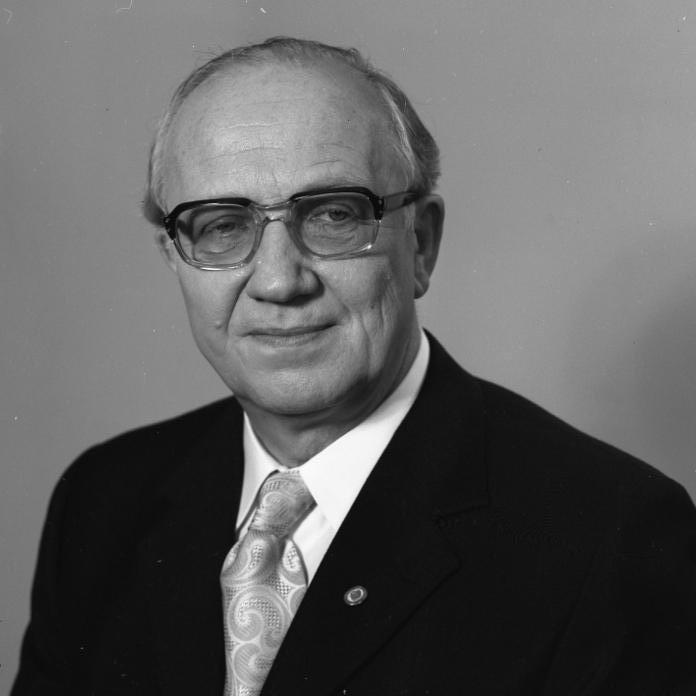
Horst Sindermann

Horst Sindermann (Dresden, 5 september 1915 - Berlijn, 20 april 1990) was een Oost-Duits politicus. 
Hij werd al jong lid van de communistische jeugdbeweging. In 1933 (na de machtsovername van Adolf Hitler) zat hij enige tijd gevangen. In 1945 kwam hij in concentratiekamp Mauthausen terecht. Na de bevrijding werd hij in 1945 lid van de KPD (Kommunistische Partei Deutschlands) en in 1946 van de SED (Sozialistische Einheitspartei Deutschlands). Hij werd districtssecretaris van de SED in Chemnitz en Leipzig en van 1950 tot 1953 was hij redacteur van de krant Freiheit. 
Sinds de jaren vijftig was hij lid van het centraal comité en het Politbureau van de SED. Van 1953 tot 1963 was hij Chefagitator van de SED en introduceerde de term antifaschistischer Schutzwall om de bouw van de Berlijnse Muur te rechtvaardigen. Van 1973 tot 1976 was Sindermann voorzitter van de ministerraad en van 1976 tot 1989 voorzitter van de Volkskammer (parlement) en vicevoorzitter van de Staatsraad (vicepresident van de DDR). 
Na de val van de muur (november 1989) trad Sindermann uit het Politbureau en nam ontslag als vicevoorzitter van de Staatsraad en als voorzitter van de Volkskammer. In december werd hij uit de SED-PDS gezet en in januari 1990 werd hij gearresteerd. In februari 1990 werd hij wegens ziekte vrijgelaten. Hij overleed enkele maanden later.